# Trichaphodius sigwalti
Trichaphodius sigwalti är en skalbaggsart som beskrevs av Bordat 1989. Trichaphodius sigwalti ingår i släktet Trichaphodius och familjen Aphodiidae. Inga underarter finns listade i Catalogue of Life.